# Afrosorkowce
Afrosorkowce (Afrosoricida) – rząd ssaków z infragromady łożyskowców (Eutheria) wyłoniony z owadożernych na podstawie badań molekularnych. 

## Zasięg występowania
Gatunki zaliczane do rzędu afrosorkowców występują w Afryce.

## Systematyka
Do rzędu zaliczane są następujące podrzędy:
- Tenrecomorpha Butler, 1972 – tenrekokształtne
- Chrysochloridea Broom, 1915 – złotokretowe

Opisano również wymarłe rodzaje o niepewnej pozycji systematycznej:
- Chambilestes Gheerbrant & Hartenberger, 1999[4] – jedynym przedstawicielem był Chambilestes foussanensis Gheerbrant & Hartenberger, 1999
- Dilambdogale Seiffert, 2010[12] – jedynym przedstawicielem był Dilambdogale gheerbranti Seiffert, 2010
- Namalestes Pickford, Senut, Morales, Mein & Sánchez, 2008[13] – jedynym przedstawicielem był Namalestes gheerbranti Pickford, Senut, Morales, Mein & Sánchez, 2008
- Todralestes Gheerbrant, 1991[3]